# Euphydryas cynthia
Euphydryas cynthia es una especie de mariposa de la familia Nymphalidae, subfamilia Nymphalinae, tribu Melitaeini, género Euphydryas.

## Descripción

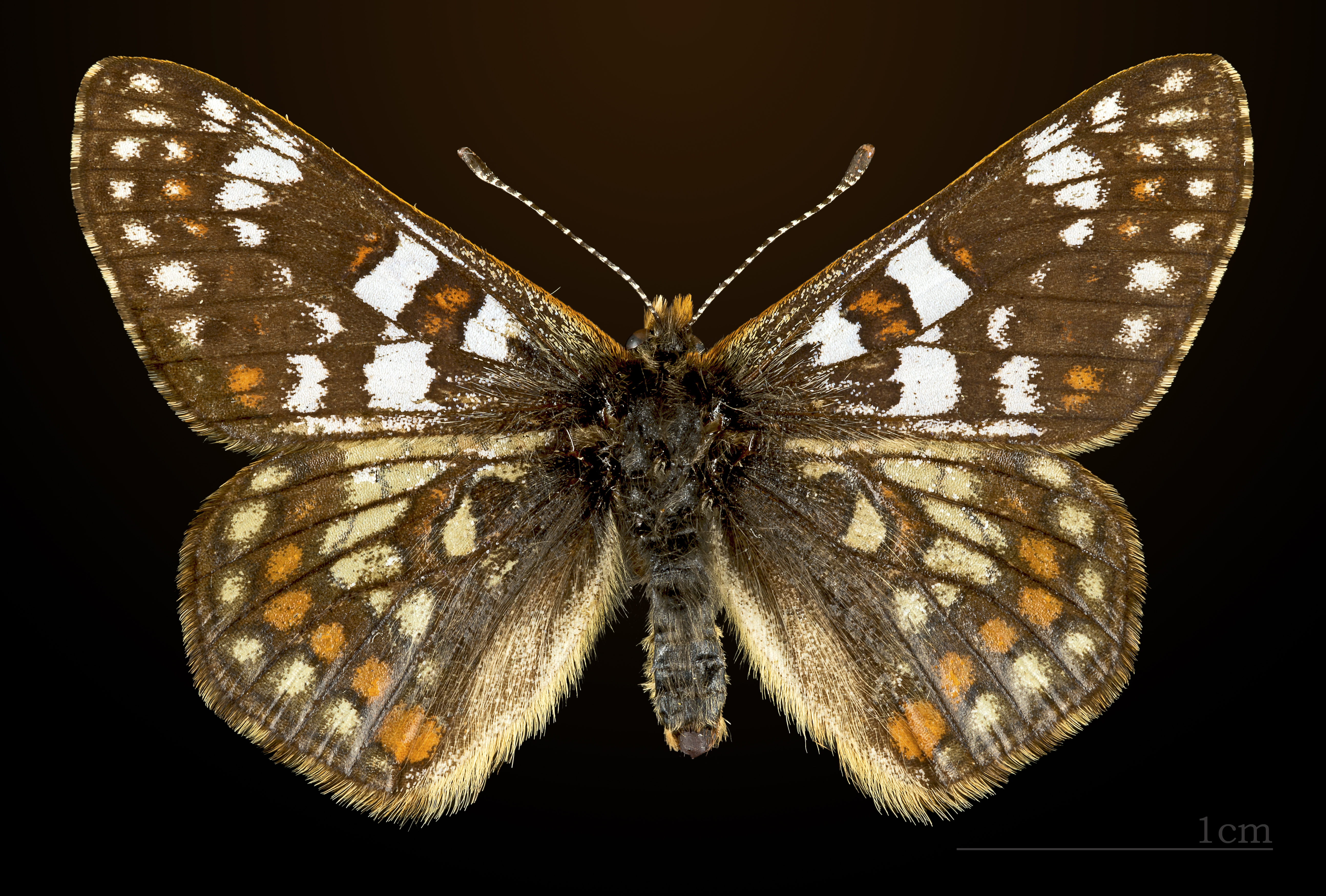
♂
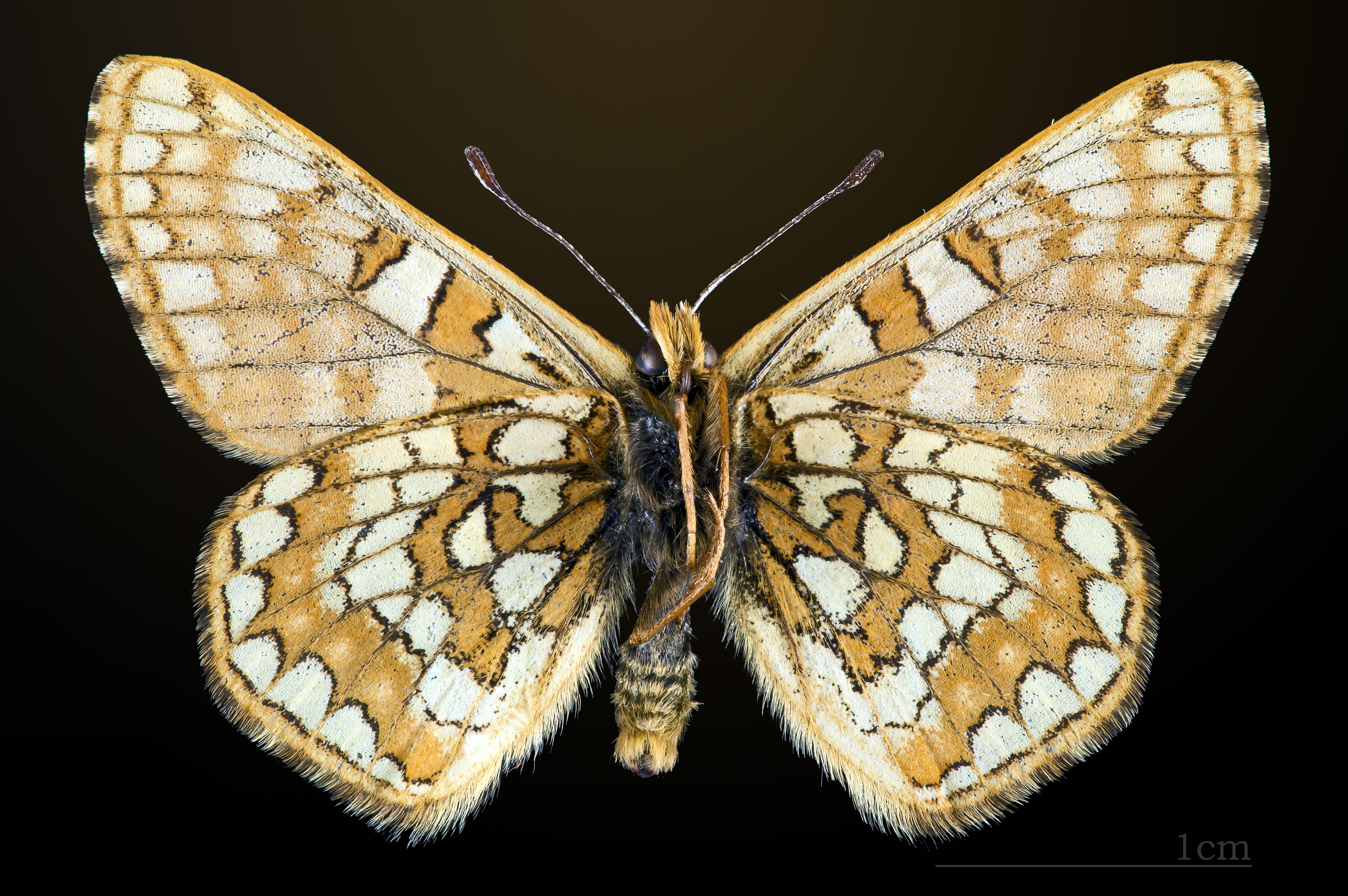
♂ △
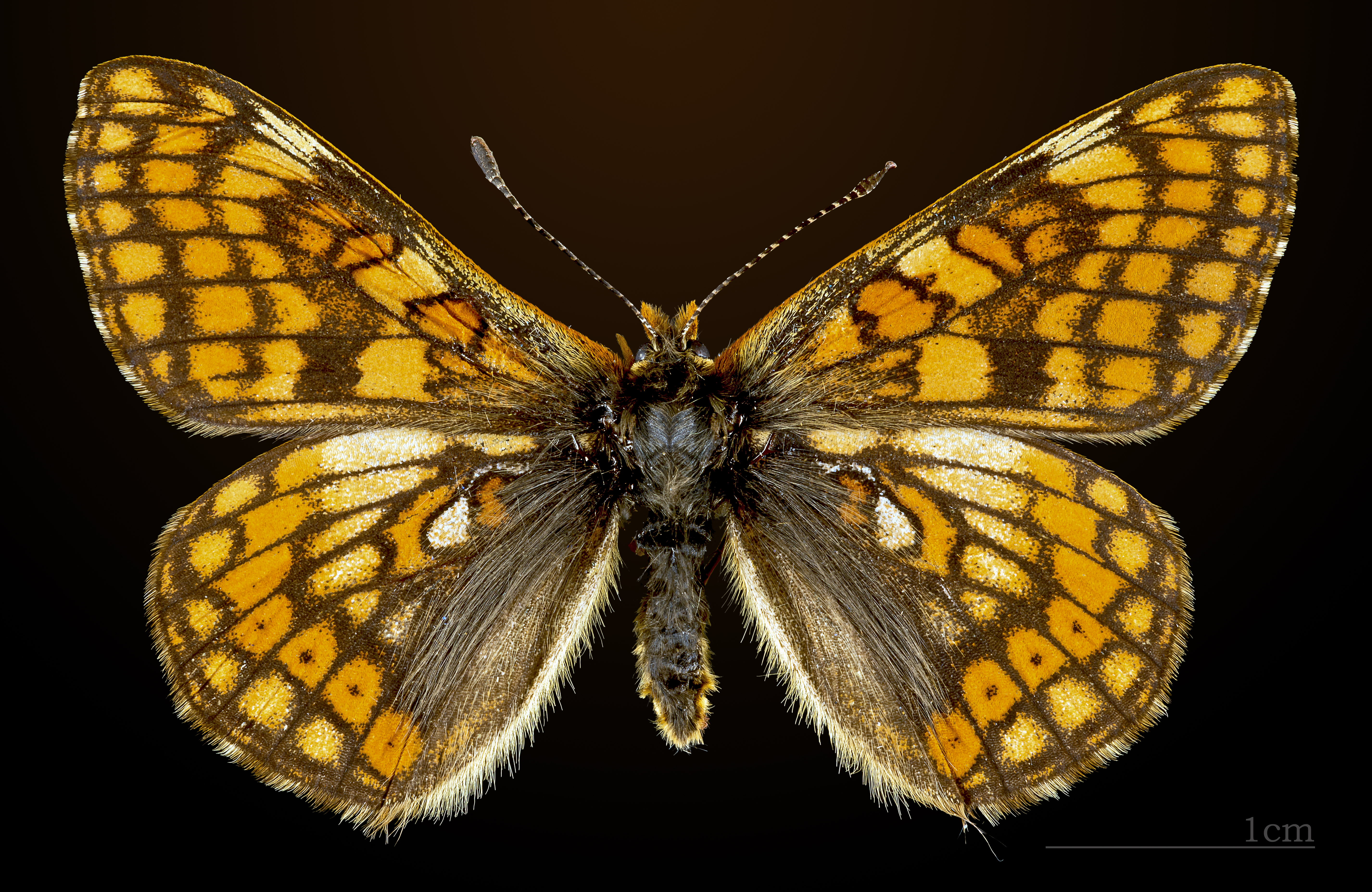
♀
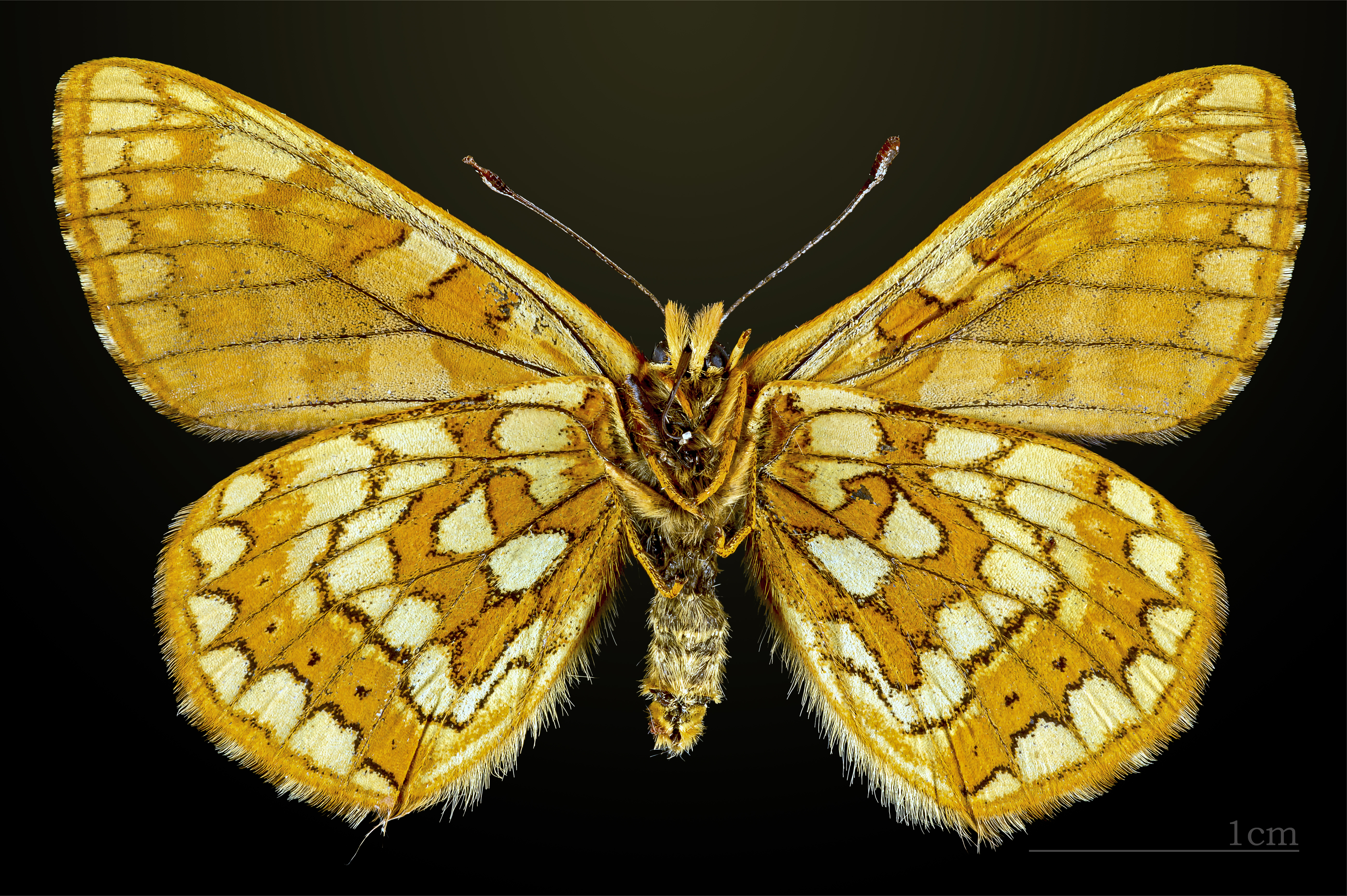
♀ △

## Distribución
Esta especie de mariposa se encuentra en praderas alpinas y en Bulgaria a altitudes de 400 a 2300 metros.